# Gąska modrzewiowa
Gąska modrzewiowa (Tricholoma psammopus (Kalchbr.) Quél.) – gatunek grzybów należący do rodziny gąskowatych (Tricholomataceae).

## Morfologia
Kapelusz
Średnicy 3–8 cm. Początkowo dzwonkowaty, lub kuliście wypukły, później rozpostarty i często lekko garbowany, zabarwienie koloru kremowego lub brązowożółtego do ochrowego. Powierzchnia sucha, początkowo drobnoziarnista, później drobnowłóknista; brzeg pozostaje wygięty przez długi czas.
Blaszki
Rzadko rozmieszczone. U młodych owocników białawe, później stają się słomkowożółte i z wiekiem mają rdzawobrązowe plamy
Trzon
Cylindryczny, 4 do 8 (10) cm długości i od 0,7 do 1,5 cm grubości. Jest jasno ochrowy lub w kolorze podobnym do kapelusza, łuszczący się. Końcówka trzonu jest biaława.
Miąższ
Białawy do blado żółtawobrązowawego miąższ smakuje gorzko i ma niepozorny zapach.
Cechy mikroskopowe
Prawie kuliste lub elipsoidalne zarodniki z wyraźnie rozwiniętym wierzchołkiem (hilar appendix) mają 5,5–6,5 (–7,0) µm długości i 4,0–5,5 µm szerokości. Znacznie większe zarodniki odmiany macrosporus mierzą średnio 7,6 µm × 6,0 µm. Wartość Q (stosunek długości i szerokości zarodników) wynosi średnio 1,2–1,3.
W większości czterozarodnikowe podstawki mierzą 27–44 um × 5,5–8,0 um. Posiadają sprzążkę u podstawy. Krawędzie blaszek są płodne, brak cystydów.
Gatunki podobne
Typowy dla tej gąski jest jednolity ochrowo-brązowy, drobnoziarnisty do drobno włóknistego łuskowaty kapelusz i prawie bezwonny, gorzkawy miąższ. Zwykle większa gąska dachówkowata (Tricholoma imbricatum), występuje pod sosnami. Jej kapelusz, który również jest brązowy, ma suchą, wrośniętą, promieniście włóknistą lub drobno łuszczącą się powierzchnię. Trzon ma jasną końcówkę, bez pierścienia. Gąska krowia (Tricholoma vaccinum), która rośnie pod świerkami, również wykazuje pewne podobieństwa.

## Występowanie i siedlisko
Gąska modrzewiowa znana jest w Azji (Japonia) i Europie. W Europie jest szeroko rozprzestrzeniona, ale rzadka. Z Niderlandów znanych jest niewiele pojedynczych znalezisk. W Anglii i Szkocji jest bardzo rozproszona, podczas gdy w Walii i Irlandii Północnej jest bardzo rzadka. W Polsce po raz pierwszy podano stanowiska tego gatunku w Beskidzie Żywieckim, w późniejszych latach podano kilka następnych. Aktualne stanowiska podaje także internetowy atlas grzybów. Znajduje się w nim na liście gatunków zagrożonych i wartych objęcia ochroną
Grzyb ektomykoryzowy, rośnie w górskich lasach iglastych, głównie pod modrzewiami. Może być również w symbiozie z sosnami, rzadziej z jodłami lub świerkami. Czasami grzyb występuje również w ogrodach i parkach. Na nizinach jest znacznie rzadszy lub całkowicie nieobecny. Owocniki zwykle pojawiają się od lipca do października.